# Kopí
Kopí je chladná bodná dřevcová zbraň používaná k boji zblízka – tím se liší od oštěpu určenému k vrhání. Kopí mají většinou kovový hrot na dlouhé tyčové násadě zvané ratiště. Část mezi hrotem a ratištěm se nazývá tulej. Jedná se o jeden z nejstarších druhů zbraně, člověk ji užívá už několik tisíc let.

## Vývoj jezdeckého kopí

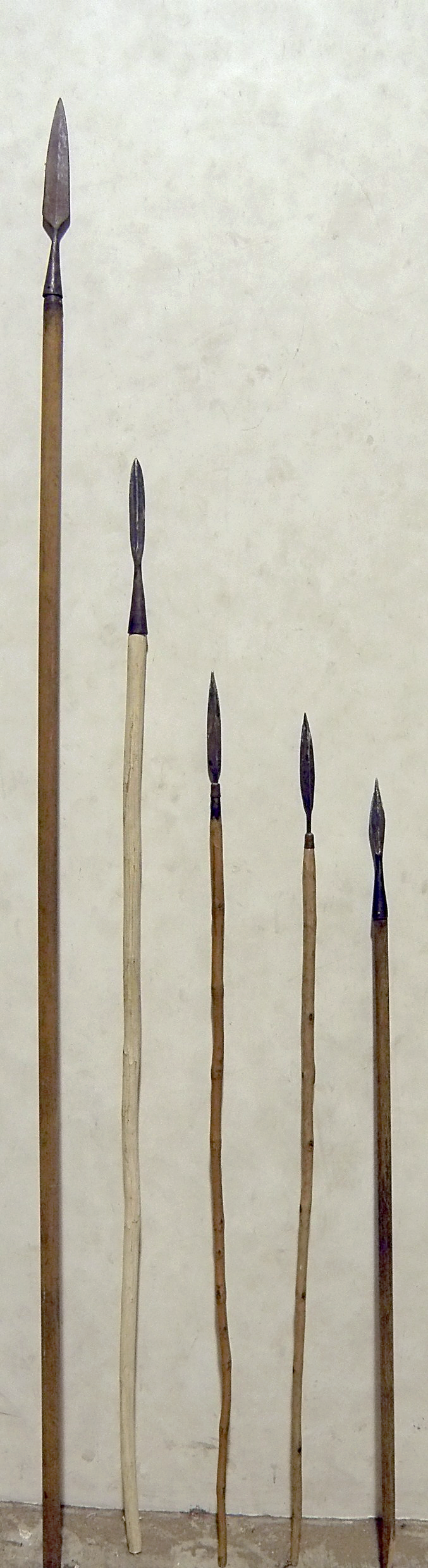
Rekonstruovaná středověká kopí

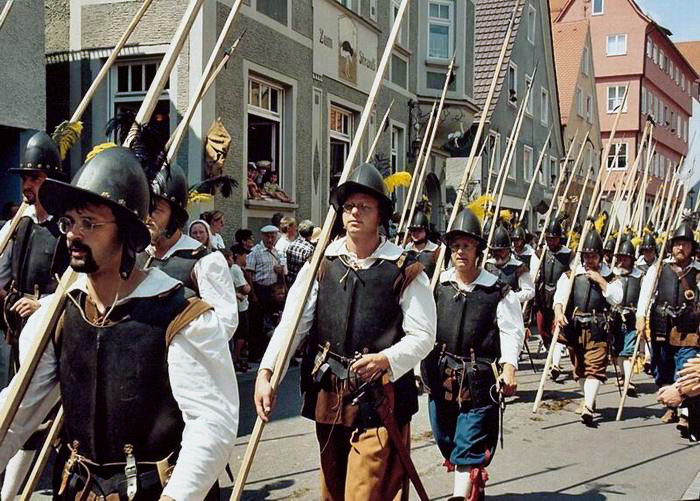
Pikenýři s píkami

Jezdecká kopí byla známa už od starověku, kdy je užívali např. perští a sarmatští katafrakti (obrnění jezdci) nebo makedonská a římská jízda. Velmi podobné kopí užívali Frankové v raném středověku, měřilo na délku asi 2,5–3 m a jeho průměr obvykle nepřesahoval 5 cm. Hrot byl listového tvaru, někdy opatřen křidélky a byl nasazen na ratiště nedlouhou tulejí. Ve starověku a raném středověku bylo kopí používáno v první fázi boje muže proti muži a původně je bojovníci používali tak, že je drželi ve vztyčené ruce a bodali pohybem paže vpřed směrem dolů. Tak tomu bylo do 11. století, během něhož převládlo technicky náročnější, ale účinnější založení kopí do podpaží pravé ruky. Od druhé poloviny 14. století díky zdokonalení plátové ochrany bojovníka začali jezdci používat delších (3–3,5 m) a masivnějších kopí. V 15. století se zmenšil hrot a dostal kosočtverečný průřez, čímž se stal průbojnějším. Od 16. stol. s rozvojem palných zbraní nastal ústup jízdních kopiníků z evropských bojišť, po třicetileté válce užívali kopí ve větší míře hlavně ruští, španělští a polští jezdci. Jízdní kopiníci (huláni) se udrželi v evropských armádách až do konce 19. století, ale jejich význam postupně klesal. V napoleonských válkách se však ukázali jako nepříliš účinní a postupně byl jejich počet omezován. Např. v britské armádě však přežili až do počátku první světové války. Nejdéle se udrželi v Polsku, poslední kopinický útok v dějinách tak provedla polská jízda v září 1939 při napadení Polska nacistickým Německem.

## Kopí s hákem
Kopí s hákem byla zbraň určená na boj zblízka, která byla používána husity v době husitských válek. Sloužilo ke stahování nepřátelských jezdců z koní. Šlo o vlastně obyčejné kopí s přidanými jedním a více bodci nebo háky.

## Vývoj pěšího kopí
- sarísa – dlouhé pěší kopí makedonských vojáků, kteří bojovali seřazeni do falangy. Jeho délka byla 4–6 m a osvědčovalo se hlavně proti jízdě.
- pilum – krátké kopí římských legií, mělo úzký hrot na dlouhé tuleji, která byla opatřena kloubem, kopí se proto dalo složit a zasunout při pochodu za štít; používalo se však přednostně jako oštěp;
- píka – dlouhé pěší kopí používané v 16. a 17. století, jeho délka byla až 6 m a bylo opatřeno na opačném konci bodcem umožňujícím zaražení kopí do země; vojáci bojující touto zbraní se nazývali pikenýři.
- jari – dlouhé kopí používané v Japonsku ve středověku, převážně odvedenci z rýžových polí, někdy samuraji.

Později začaly palné zbraně vyřazovat kopí z výzbroje armád. Nejdřív byl poměr kopí k mušketám 3:1, později 2:1, a na závěr bylo toto číslo obrácené. Vynález bodáku úplně odstranil kopí od pěchoty, a každý pěšák tak mohl být vybaven mušketou.